# Leucothyreus dispar
Leucothyreus dispar är en skalbaggsart som beskrevs av Hermann Burmeister 1844. Leucothyreus dispar ingår i släktet Leucothyreus och familjen Rutelidae. Inga underarter finns listade i Catalogue of Life.